# Aceite de semillas de calabaza

Kürbiskernöl de Estiria.

El aceite de semillas de calabaza (en idioma alemán Kürbiskernöl o Kernöl; en esloveno bučno olje; en croata bučino ulje o bundevino ulje) es una especialidad culinaria de las regiones de Estiria (sudeste de Austria), Baja Estiria y Prekmurje (este de Eslovenia), el noroeste de Croacia (especialmente Međimurje) y las regiones adyacentes de Hungría. Se trata de una denominación de origen protegida por la Unión Europea.
Este aceite se elabora tostando y prensando las pipas de la variedad local de calabaza (Cucurbita pepo var. styriaca o var. oleifera). Se ha producido en la región de Estiria desde, al menos, el siglo XVIII.
El aceite de semilla de calabaza es un aceite denso y dicromático: cuando se mira a través de él es de color verde oscuro y cuando se le observa directamente es de un color desde pardo hasta rojo oscuro. Posee un marcado aroma a frutos secos y se puede emplear para cocinar incluso postres, pero lo más habitual es consumirlo como aliño de ensaladas. Es un aceite rico en ácidos grasos poliinsaturados. Tras el de linaza, posee el contenido más alto de ácido oleico de entre todos los aceites y grasas vegetales (4 mg/100 g, mientras que el aceite de girasol y el de oliva poseen respectivamente 0,5 y 1 mg/100 g).
Algunos autores defienden que es beneficioso en el tratamiento de enfermedades de vejiga y próstata. En la medicina tradicional alemana se prescribe como remedio para infecciones del tracto intestinal y lombrices.

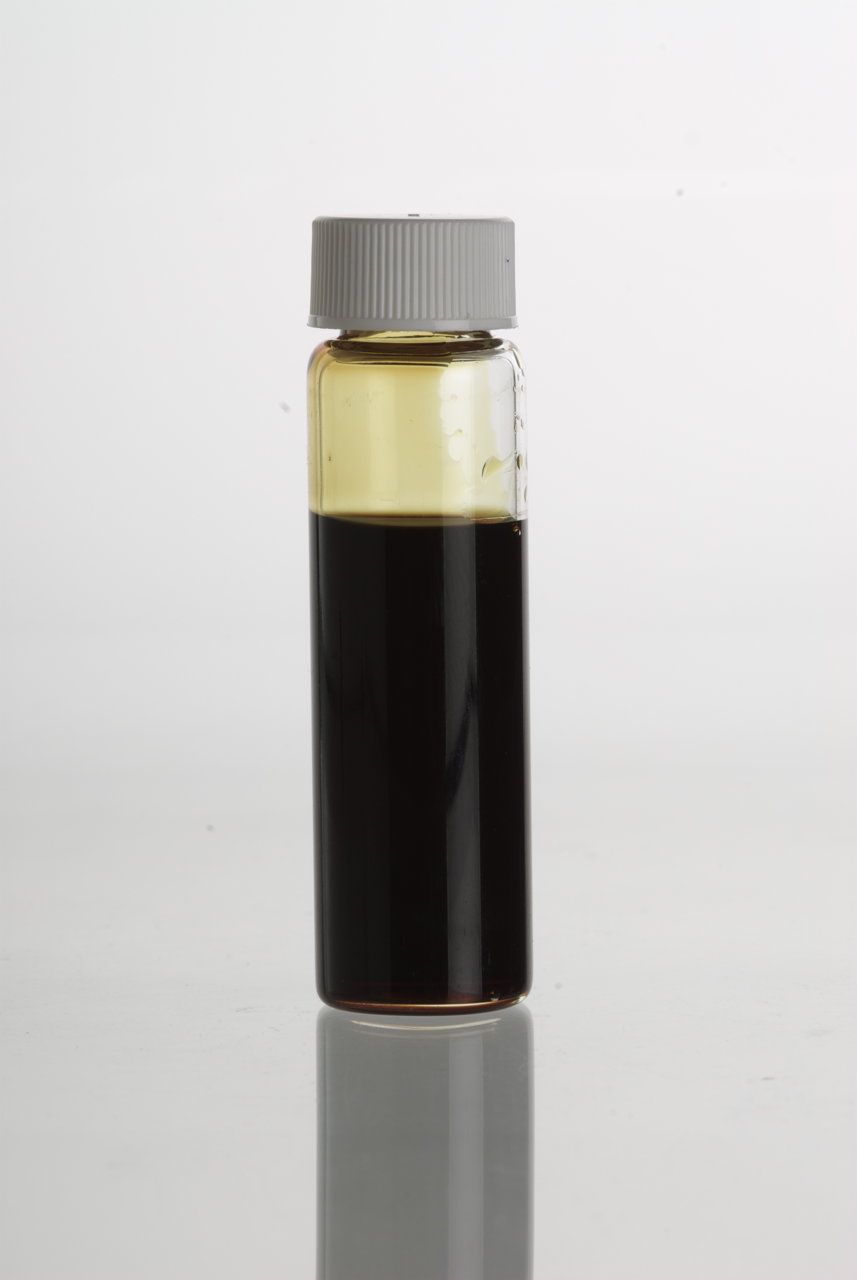
Un vial conteniendo aceite de semillas de calabaza.
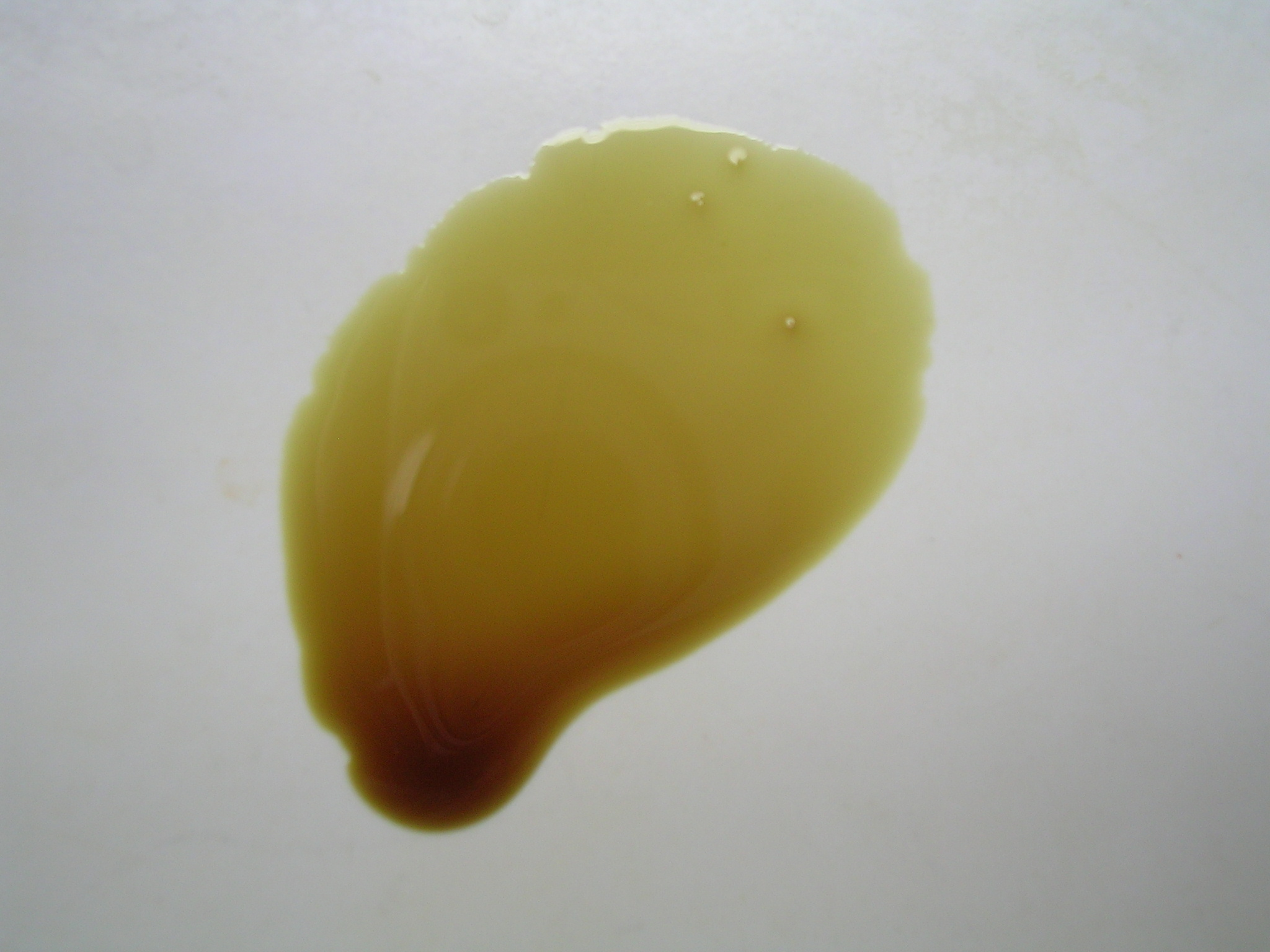
Una gota en una placa blanca mostrando el dicromatismo.
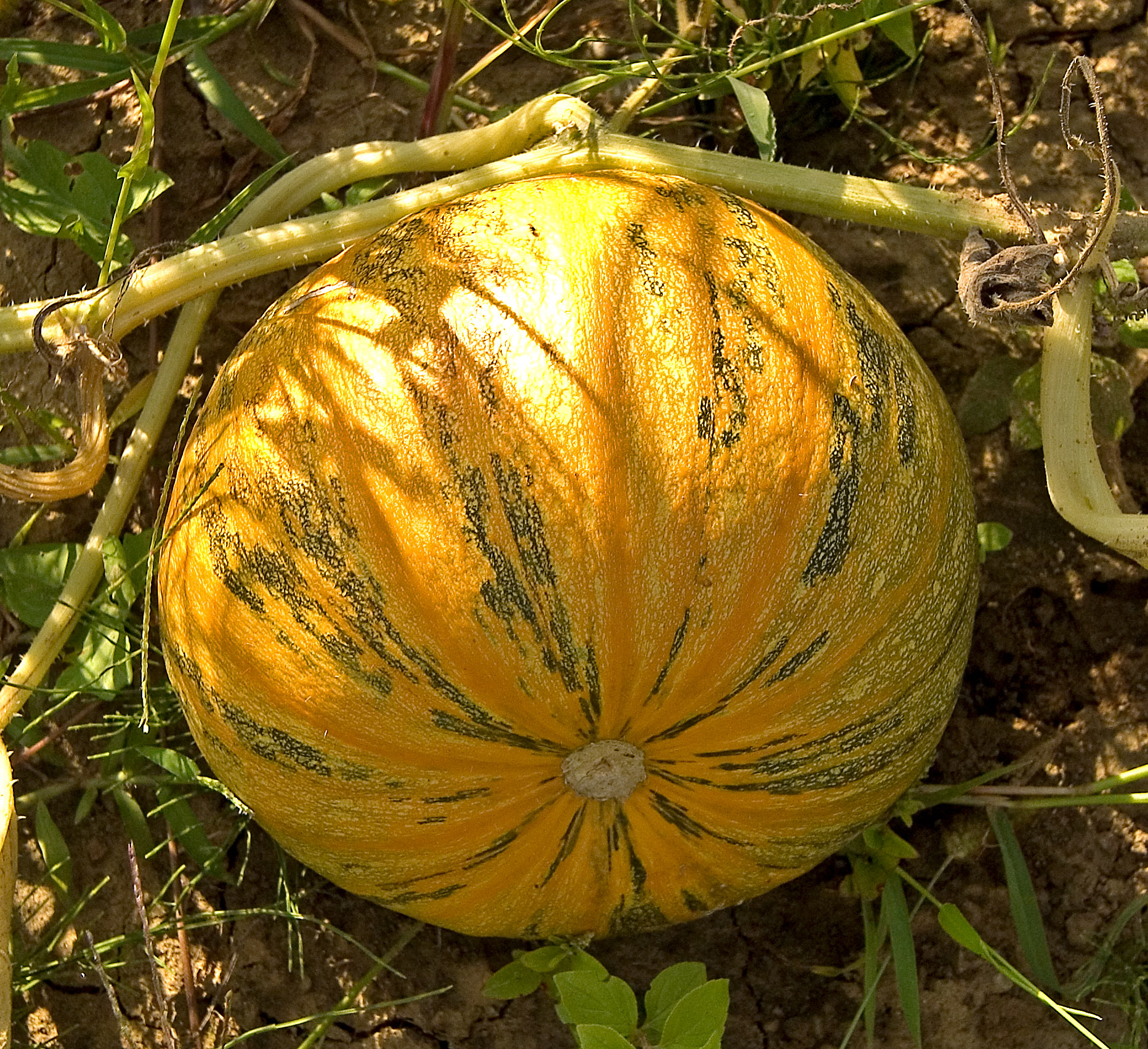
Cucurbita pepo var. styriaca.
- Pipas de la Cucurbita pepo var. styriaca.